# 오승립
오승립(吳勝立, 1946년 10월 6일~)은 대한민국의 유도 선수, 지도자이다. 재일 한국인 2세로, 도쿄에서 열린 1967년 하계 유니버시아드에서 80kg급 은메달, 뮌헨에서 열린 1972년 하계 올림픽에서 80kg급 은메달을 획득하였다. 은퇴 후 경기대학교 유도 강사를 지냈으며, 1972년 국민훈장이 수여되었다.